# Tompkins H. Matteson
Tompkins H. Matteson (Peterboro, État de New York, 9 mai 1813 - Sherburne, État de New York, 2 février 1884) est un peintre américain spécialisé dans la peinture d'histoire. 

## Biographie
Il acquiert sa formation artistique en suivant les cours de l'Académie américaine de design et est influencé par le style du peintre William Sidney Mount.
Au début de sa carrière, il peint des portraits de notables et de bourgeois de petites villes de l'État de New York. Il occupe un studio à New York de 1841 à 1850, période pendant laquelle il se forge une solide réputation de peintre de tableaux historiques. 
Il épouse Elizabeth Merrill vers 1848 et s'installe en 1850 à Sherburne : il y vit avec sa famille pendant 34 ans, y achetant deux maisons voisines, dont l'une lui sert de studio.
Dès lors, il peint surtout des scènes de l'histoire américaine, privilégiant les thèmes patriotiques (The Spirit of '76, Washington Crossing the Delaware, Pilgrim Fathers On the Deck of the Mayflower, Washington Delivering his Inaugural Address), religieux (Examination of a Witch, The First Sabbath of the Pilgrims), voire littéraires, comme pour The Scarlet Letter (1860), d'après le roman éponyme de Nathaniel Hawthorne.
Il est enterré, comme sa femme et ses enfants, au cimetière de la Christ Episcopal Church de Sherburne, sous une pierre tombale qu'il a lui-même dessinée.

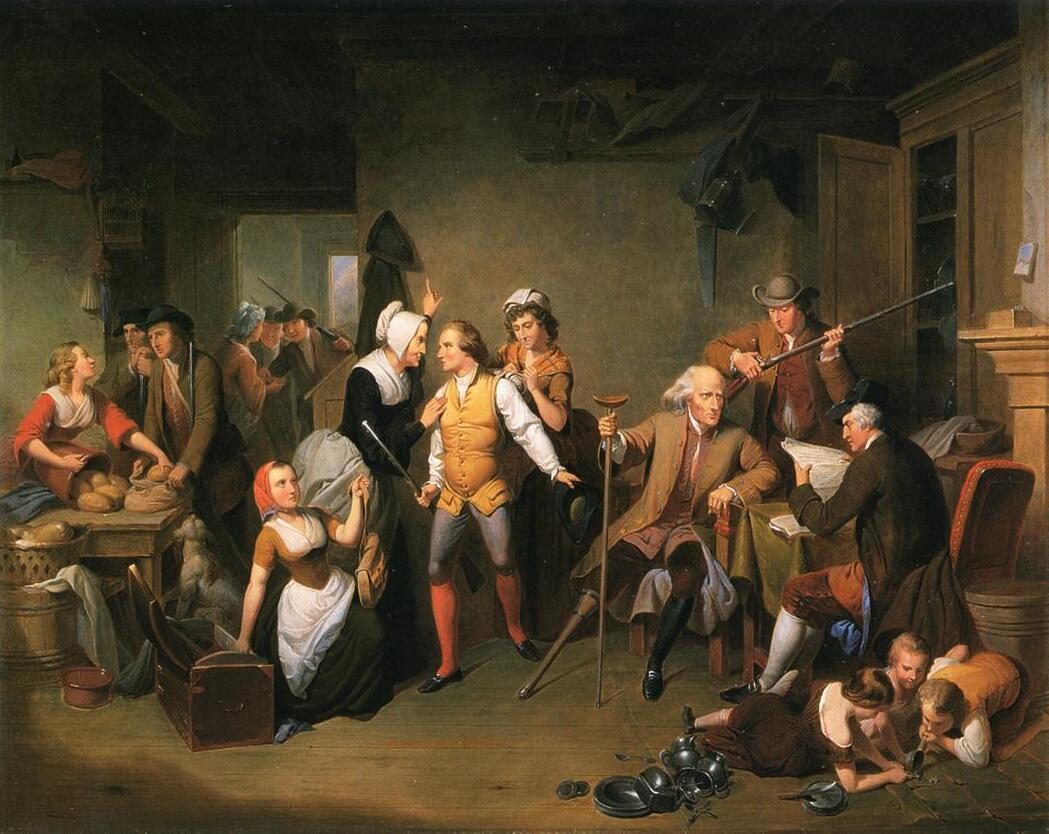
The Making of Ammunition (1855)